# Rivière Animas
La Rivière Animas (anglais : Animas River) est une rivière des États du Colorado et du Nouveau-Mexique, dans le Sud-Ouest des États-Unis d'Amérique.

## Catastrophe industrielle de 2015

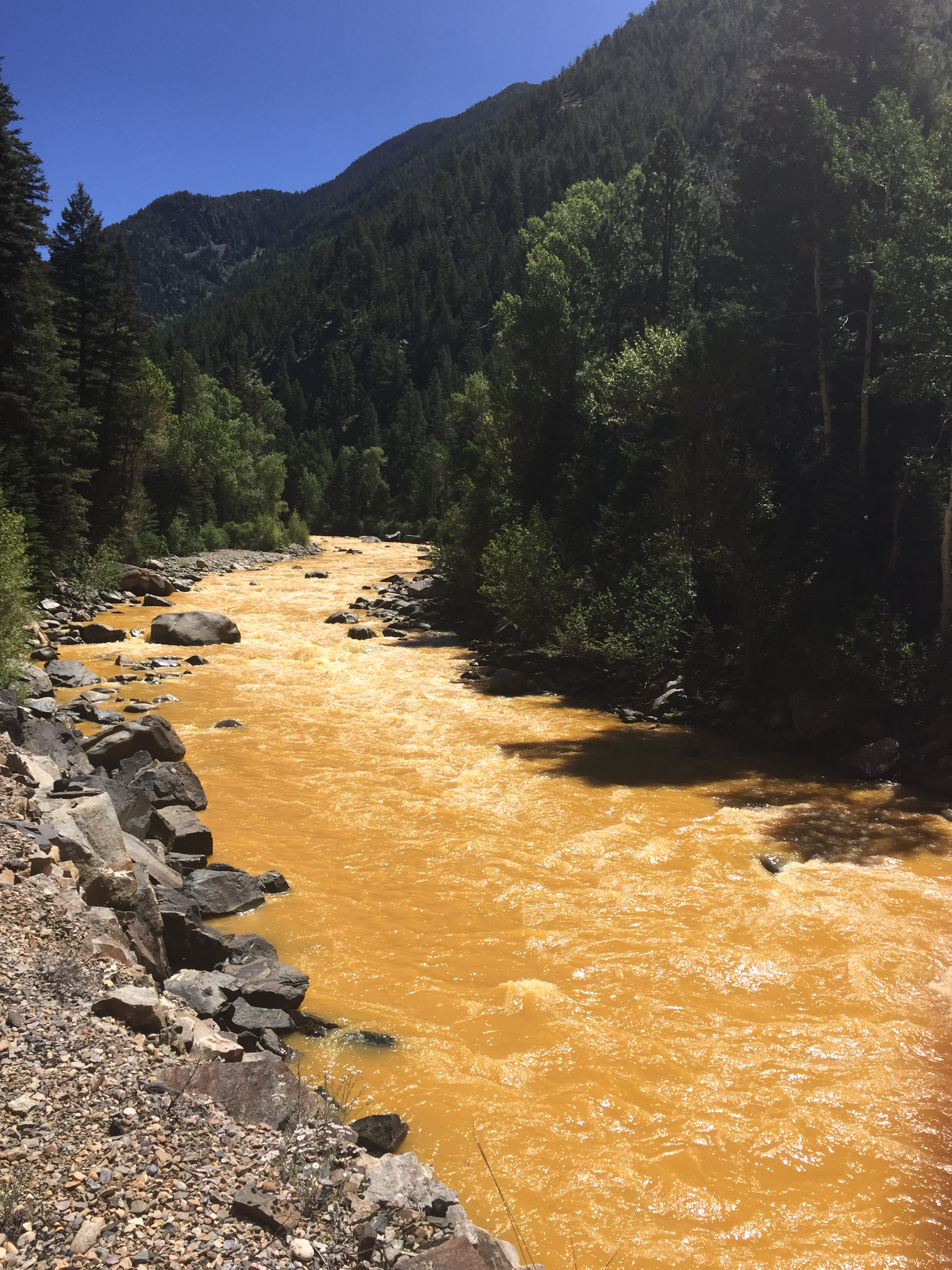
Pollution de la rivière à la suite de la catastrophe.

Le 5 août 2015, l'entreprise responsable de la mine de Gold King, sous-traitante de l'Environmental Protection Agency, libère 11 millions de litres de drainage minier acide contenant arsenic et métaux lourds dans la rivière à Cement Creek, au Colorado,.